# Crypta Balbi
A Crypta Balbi a Museo Nazionale Romano részeként működő olasz régészeti múzeum Róma történelmi belvárosában. A rendkívül korszerű, 2000-ben megnyílt régészeti bemutatóhelyet egy mai háztömb belsejében alakították ki.

## Elnevezése
A múzeum nevét egy ókori építményről, az i. e. 13-ban Cornelius Balbus hispániai nemes által emeltetett, egy korabeli színház előtereként kialakított oszlopcsarnokról kapta, aminek maradványait e háztömb alapjában találták meg. Az ilyen jellegű építményeknek, amiket portico-nak is neveznek, a korabeli latinban crypta volt e neve.

## Leírása
A különleges múzeum lehetőséget nyújt egy jól körülhatárolt városi helyszín történetének bemutatására az ókortól az újkorig. A római császárság fénykorában emelt épület maradványai mellett megfigyelhetők itt a városi helyszín újra vidékivé, mezőgazdasági jellegűvé válásának folyamata az 5. században;  középkori templomok és házak felépülése; majd a „Conservatorio di Santa Caterina della Rosa” nevű oktatási intézmény létrejötte, ami aztán a 15. század közepe és a 17. század eleje között a terület nagy részét elfoglalta. A középkor századai során ezen a helyszínen, illetve annak különböző részein volt nyilvános illemhely, temető, kolostor, és egy lakótorony-jellegű nemesi családi erődítmény is a középkor városi küzdelmei során.
Az épületegyüttes belsejének különböző szintjein kialakított bemutató helyeken megtekinthetők a helyszíni ásatások során talált leletek a késői antikvitástól a középkorig, cserépedények, érmék, fém- és elefántcsont-tárgyak, drágakövek.

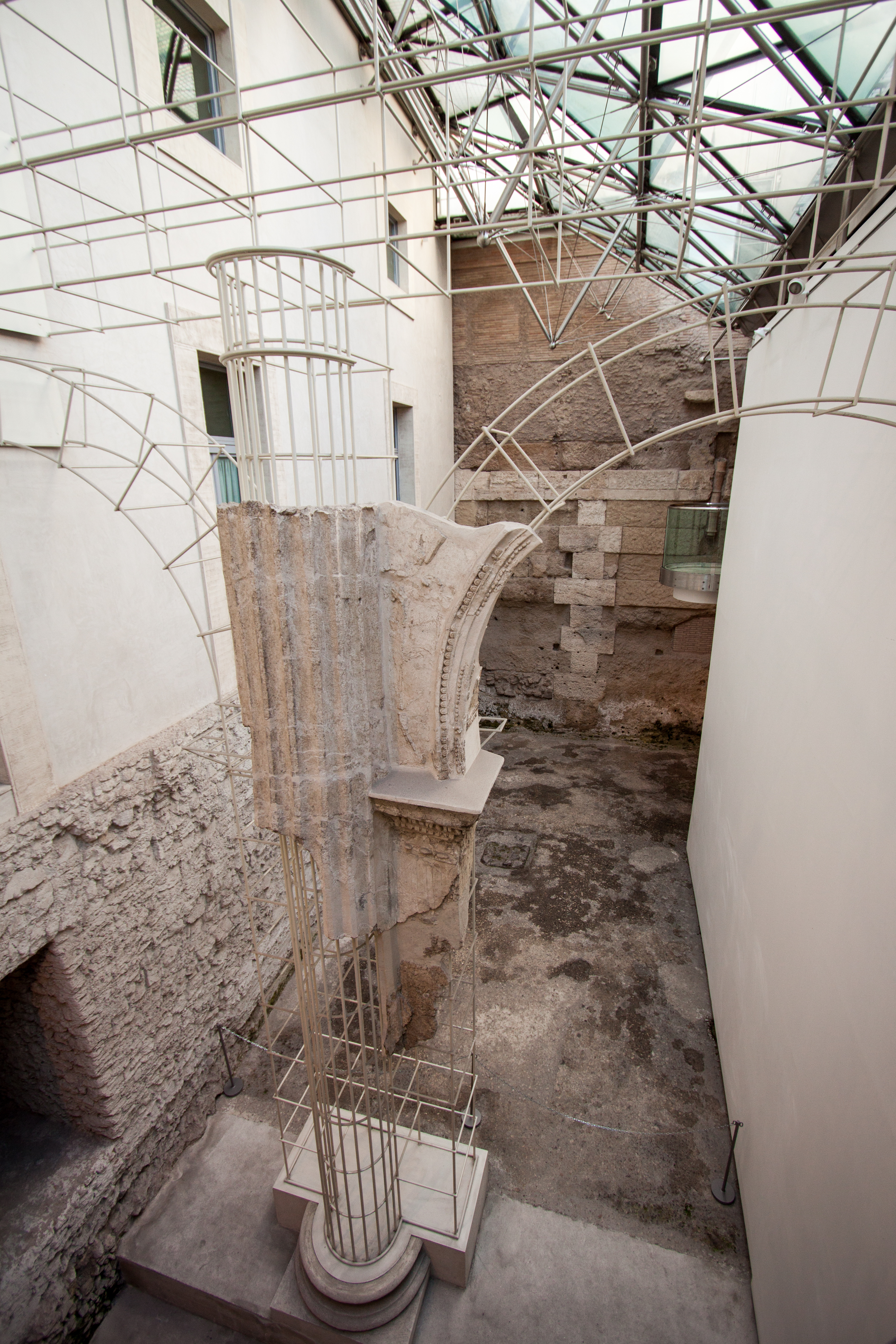
Belső udvar
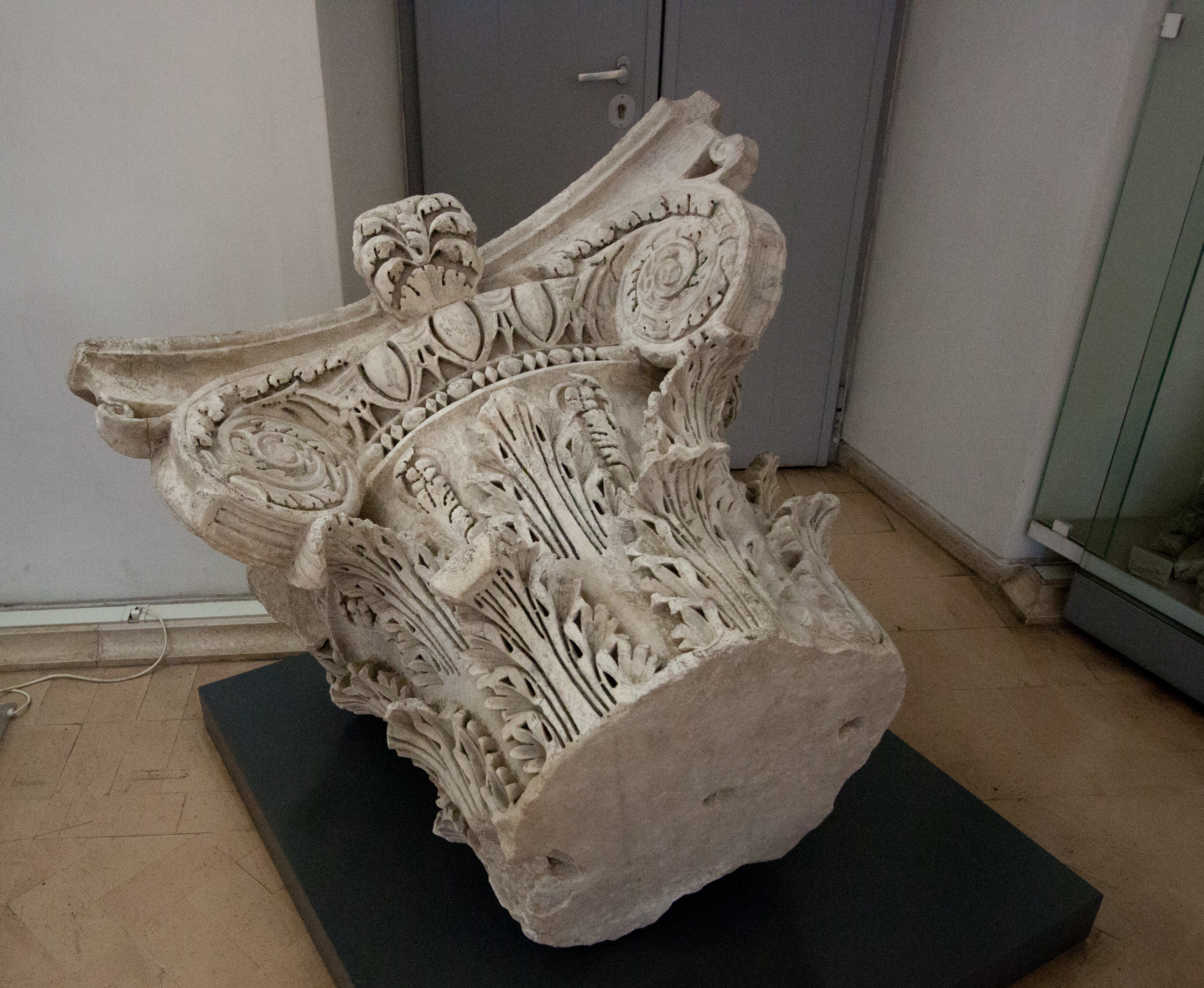
Ókori oszlopfő
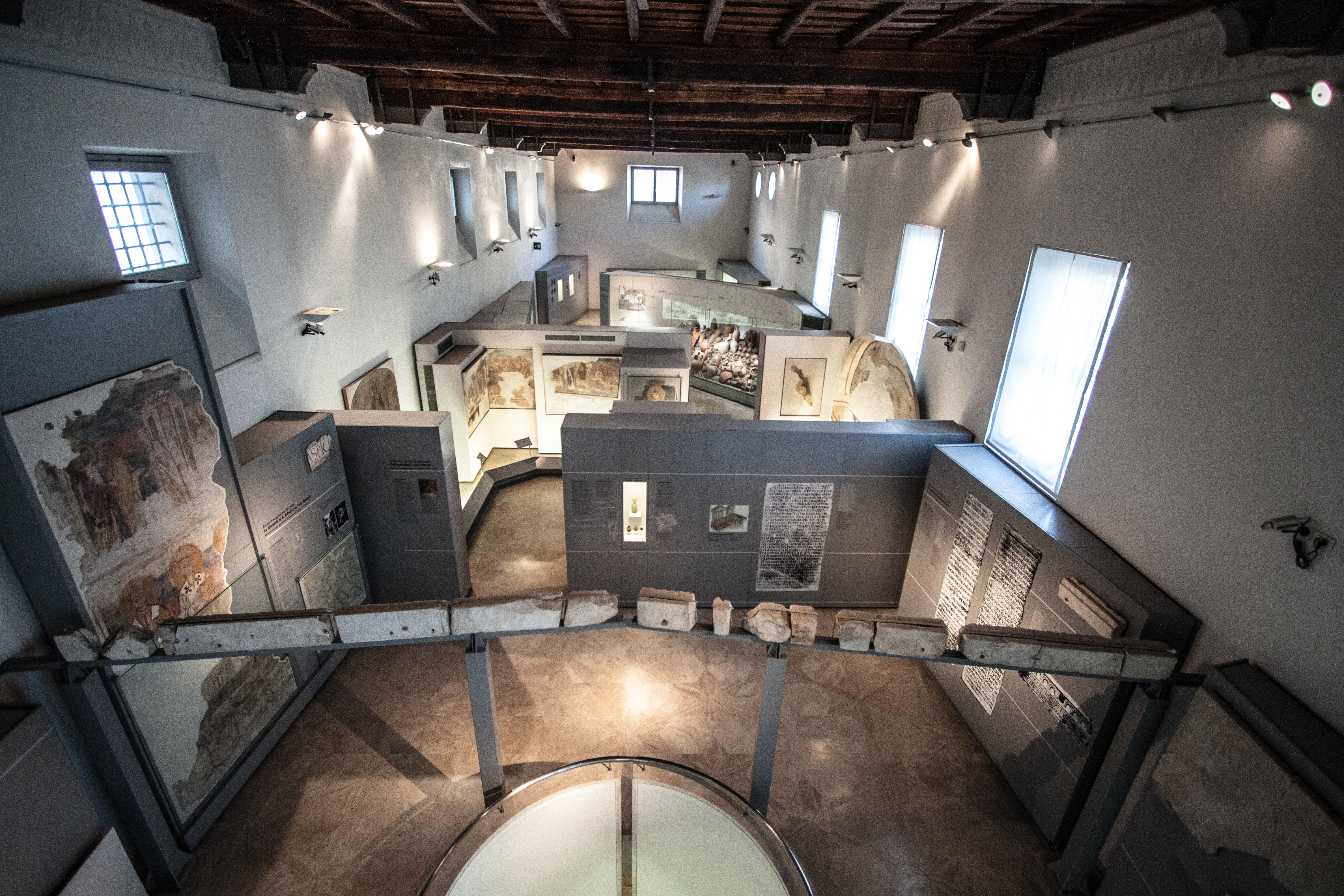
Ókori leletek bemutató terme
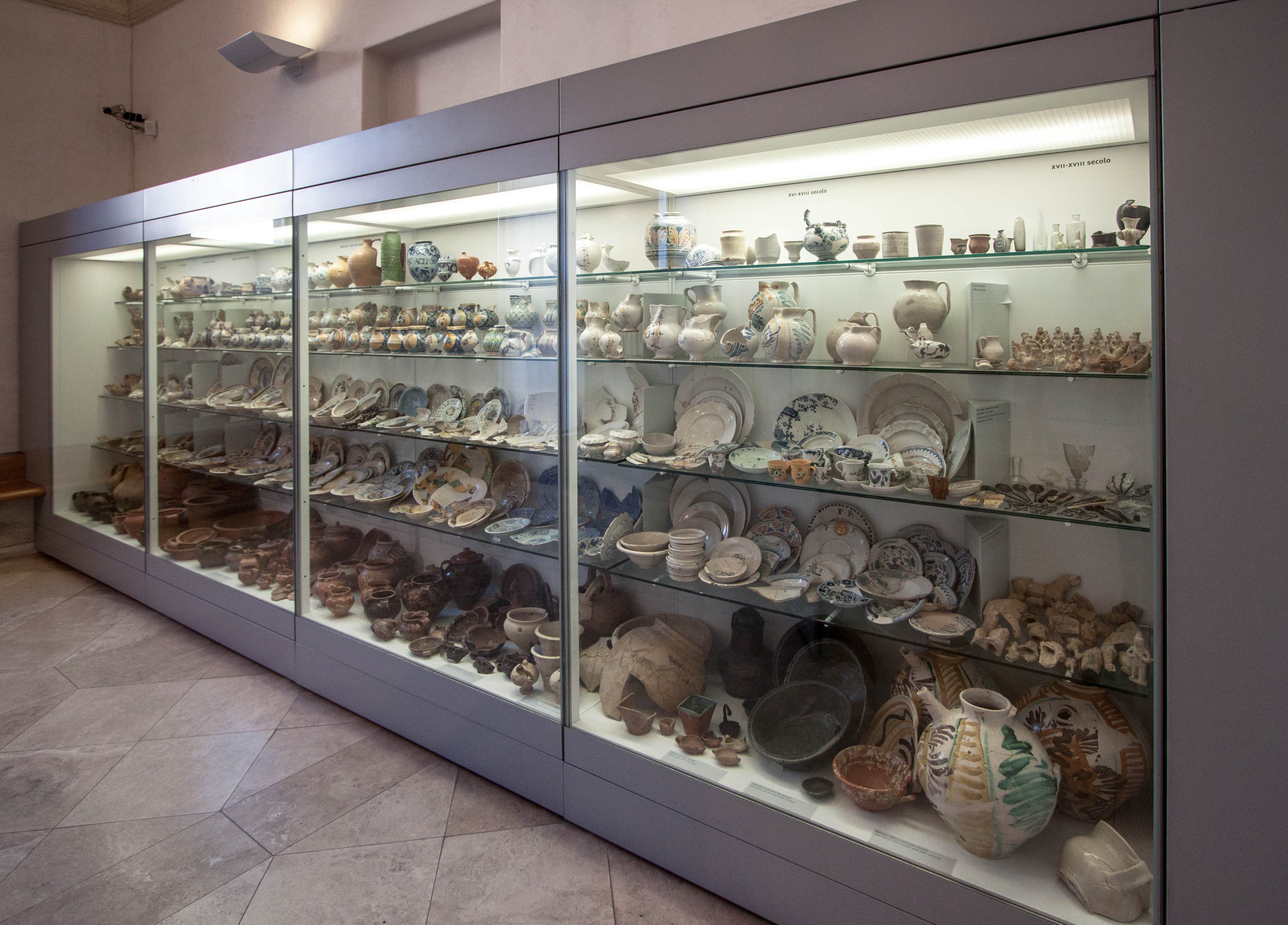
A középkorból származó leletek
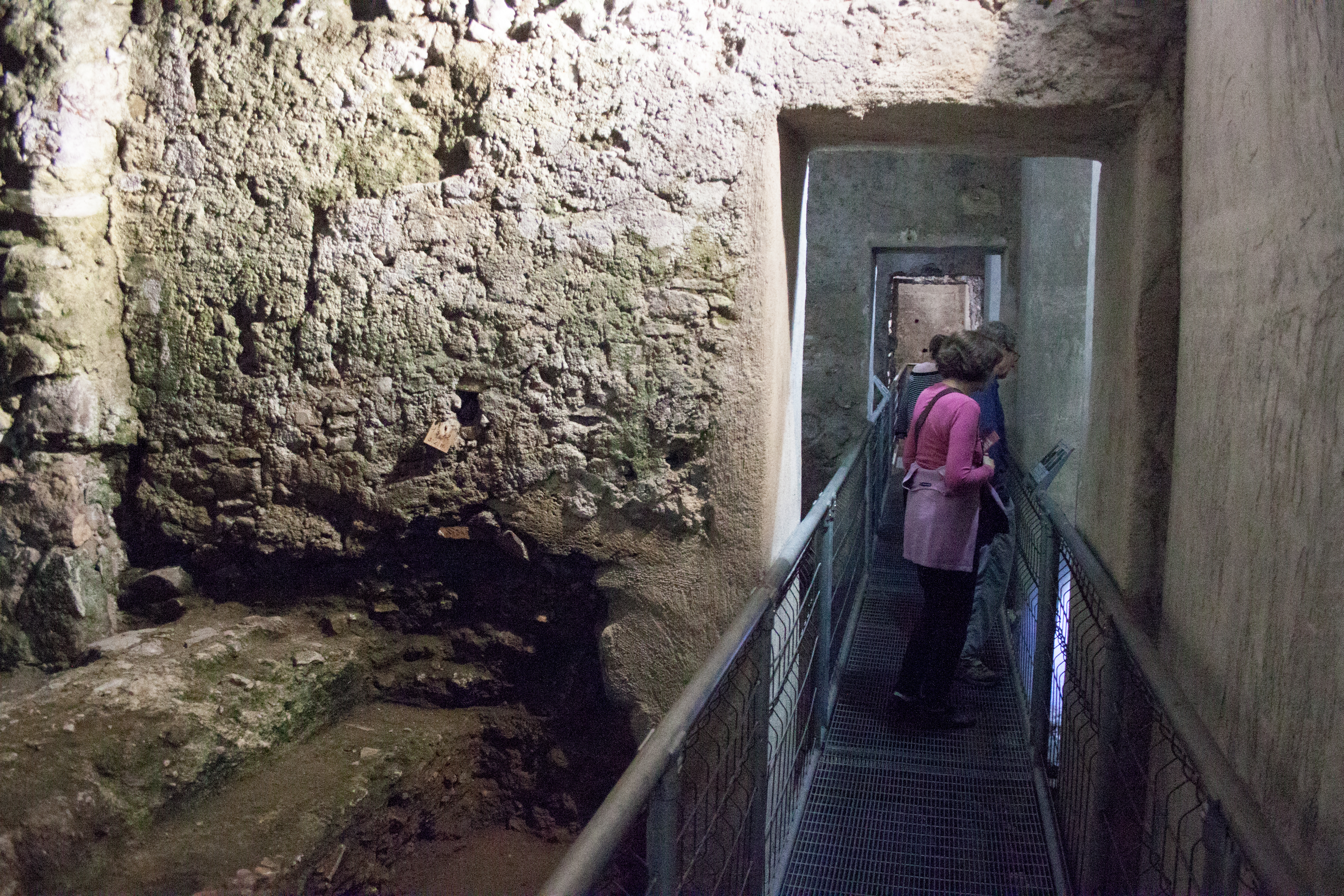
Földalatti bemutató ösvény
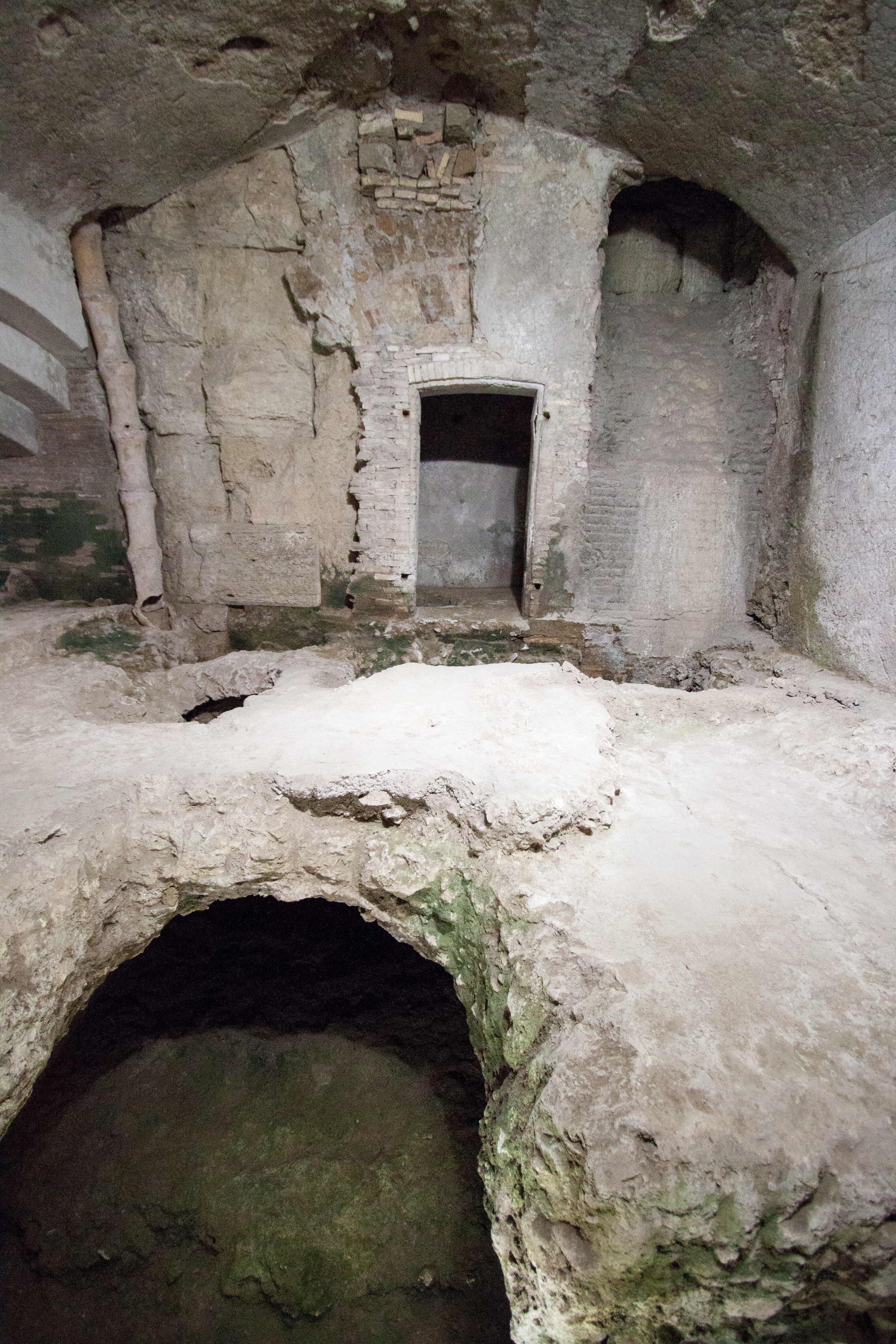
A mai talajszint alatt feltárt terek